# Lester Prairie
Lester Prairie – miasto w Stanach Zjednoczonych, w stanie Minnesota, w hrabstwie McLeod.